# Elymnias glauconia
Elymnias glauconia är en fjärilsart som beskrevs av Otto Staudinger 1893. Elymnias glauconia ingår i släktet Elymnias och familjen praktfjärilar. Inga underarter finns listade i Catalogue of Life.